# Ibrahim Arifović
Ibrahim Arifović (in serbo Ибрахим Арифовић?; Novi Pazar, 24 febbraio 1990) è un ex calciatore serbo, di ruolo difensore.